# Clyde River (Tasmansee)
Der Clyde River ist ein Fluss im Südosten des australischen Bundesstaates New South Wales.
Bei den Aborigines hieß der Fluss Bhundoo.
Der Fluss entspringt in der Budawang Range, rund 30 Kilometer landeinwärts von der Küste bei Milton. Er fließt größtenteils parallel zu Küste nach Süden, wo er bei Batemans Bay ins Meer mündet. Der Unterlauf des Clyde River bildet ein Ästuar, das bis Nelligen von kleineren Seeschiffen befahren werden kann.

## Name
Der Fluss wurde von Leutnant Robert Johnson nach dem River Clyde in Glasgow in Schottland benannt. Dieser fuhr am 1. Dezember 1821 im Kutter Snapper den Fluss hinauf.
Der Clyde-River-Nationalpark findet sich am Unterlauf des Flusses.
Die Wasserqualität im Einzugsbereich des Flusses ist sehr gut. Der obere Teil ist dicht bewaldet (Staatsforst und Morton-Nationalpark). Nur im Yadboro State Forest gibt es Holzeinschlag in geringem Umfang. Im Einzugsbereich gibt es keine Industriebetriebe, die das Wasser verschmutzen könnten und auch keine Abwassereinleitungen. Somit hat der Fluss den Ruf des saubersten, ab wenigsten verschmutzten großen Flusses im Osten Australiens.
Außerdem ist der Clyde River einer der letzten Flüsse im Osten Australiens, der nicht reguliert wurde.